# Vuelo 301 de Palair Macedonian Airlines
El vuelo 301 de Palair Macedonian Airlines fue un vuelo regular internacional de pasajeros desde el aeropuerto de Skopje en Skopje, Macedonia al aeropuerto de Zúrich-Kloten en Suiza, que se estrelló poco después de despegar el 5 de marzo de 1993. El Fokker 100 estaba operado por Palair Macedonian Airlines, la aerolínea nacional de Macedonia.
Un total de 83 personas, 79 pasajeros y 4 tripulantes, fallecieron en el accidente mientras otras catorce personas sobrevivieron. En aquel momento, se trataba del accidente aéreo con mayor número de muertos de Macedonia. Fue superado pocos meses después en el mismo año cuando un Yakovlev Yak-42 impactó contra una montaña cerca de Ohrid. Fue también en aquel momento el accidente con mayor número de muertos de un Fokker 100, dudoso honor que mantuvo hasta que el vuelo 402 de TAM se estrelló el 31 de octubre de 1996. El vuelo 301 es todavía el segundo accidente más mortal de un Fokker 100.
La investigación del accidente, que fue asistida por un equipo de investigación holandés, concluyó que la causa del accidente fue debida a la acumulación de hielo en las alas de la aeronave. También conocido como engelamiento, la acumulación de hielo produjo un deterioro de las superficies de vuelo. También se hizo mención como causa del accidente a un fallo en el seguimiento del proceso correcto para descongelar la aeronave.

## Aeronave
El avión implicado en el accidente fue un Fokker 100 con registro PH-KXL, y número de serie 11393. El aparato fue construido en 1992 y fue transferido directamente a Palair Macedonian Airlines el 27 de enero de 1993. Había registrado un total de 188 horas de vuelo y 136 operaciones.

## Tripulación y pasajeros
El vuelo 301 transportaba a 92 pasajeros y 5 tripulantes. La mayoría de los pasajeros se trataban de albano kosovares que se dirigían a trabajar en Suiza.
El comandante fue identificado como Peter Bierdrager, holandés de 49 años. Había pasado su último reconocimiento médico en 1992 y acumulaba una experiencia de vuelo de 11.200 horas, de las cuales 1.180 fueron en el Fokker 100. Además de la licencia del Fokker 100, también estaba en posesión de licencia para Fokker F-27, Fokker 28 y Fokker 50. El primer oficial y piloto a los mandos en el momento del accidente fue identificado como un varón de 34 años de nacionalidad macedonia. Tenía una experiencia total de vuelo de 5.580 horas, de las que 65 fueron en Fokker. Antes de su entrada en Palair había sido piloto de la yugoslava JAT.

## Vuelo
El vuelo 301 fue un vuelo internacional y regular de pasajeros con origen en Skopie, Macedonia del norte con destino final en Zúrich, Suiza. 92 pasajeros y cinco tripulantes se encontraban a bordo del avión. El Fokker 100, con registro PH-KXL, pertenecía a Palair Macedonian Airlines, la aerolínea nacional de Macedonia del Norte y por entonces la mayor aerolínea del país. El vuelo, sin embargo, fue operado por miembros de Aircraft Trading and Financing, una compañía con base en los Países Bajos, como parte del contrato de arrendamiento.
El vuelo recibió autorización para el despegue a las 11:11 hora local. En el momento del despegue del vuelo 301, el clima se componía de fuertes nevadas y una visibilidad de 900 metros, y los testigos en tierra confirmaron que la visibilidad se encontraba tan baja que el final de la pista no podía vislumbrarse desde la posición del vuelo 301. 28 segundos después de recibir la autorización de despegue, el vuelo 301 se encontraba en el aire.
Apenas 2 segundos después del despegue de la pista 34, el avión comenzó a sacudirse violentamente. Mientras ascendía hasta una altura aproximada de 50 pies y con una velocidad de unas 170 millas por hora, el vuelo 301 comenzó a girarse a la izquierda y luego a la derecha, con un ángulo de ladeo de entre 50 y 55 grados. La tripulación intentó corregir de inmediato la posición anómala de la aeronave. El piloto automático se desconectó y sonó el indicador de actitud de la aeronave.
La punta de ala derecha del avión impactó contra el terreno poco después del final de pista con un ángulo de noventa grados. El vuelo 301 se precipitó contra el suelo, haciendo que el fuselaje se fracturarse en tres partes. El avión de inmediato explotó y comenzó a arder.
El primer informe del accidente fue recibido por un emisario de las Naciones Unidas que oyó el impacto mientras circulaba por rampa. De inmediato se dirigió a la zona del accidente y rescató a siete supervivientes. A continuación llegaron más servicios de emergencia y de Naciones Unidas al lugar del accidente. Veinte supervivientes más, de los que cinco se encontraban en condiciones críticas, fueron trasladados al hospital de Skopie. Sin embargo, cuatro supervivientes no llegaron vivos al hospital. Otros fallecieron posteriormente a consecuencia de sus lesiones.

## Investigación

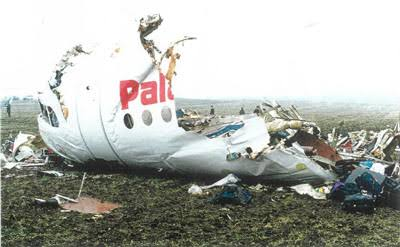
Restos de la aeronave tras el accidente.

### Climatología
La información meteorológica recogida por los investigadores sugiere que se había registrado nevadas de leves a moderadas tanto antes como en el momento del accidente. Los trabajadores del aeropuerto indicaron que la nieve se derretía una vez tocaba el suelo. Antes del accidente, no había nieve visible en pista, calles de rodaje o plataformas. Los investigadores indicaron la presencia de agua-nieve, qué es una mezcla de nieve con lluvia. La temperatura en el aeropuerto en el momento del accidente fue de 0° Celsius. El avión estuvo expuesto a agua-nieve y una temperatura más baja que la de congelación, una condición imprescindible para la formación de hielo.

### Contaminación de ala
El avión fue inspeccionado en busca de hielo o nieve por miembros de tierra antes del despegue. Los testimonios recogidos por los investigadores sugerían que la inspección se había concentrado en el ala derecha. Los investigadores hicieron mención a que no existía evidencia de que el ala izquierda hubiera sido inspeccionada a conciencia como si había ocurrido con la derecha.
Las estimaciones de los investigadores llevaban a plantear que el avión se había visto expuesto a precipitaciones ligeras, que posteriormente se convirtieron en moderadas, por un plazo de 1 hora y 15 minutos, acumulando contaminación en las alas. Debido a las condiciones meteorológicas prevalentes, los investigadores creían que la superficie superior del ala del avión se había cubierto con una delgada capa de nieve y que podría haberse congelado.
Según los trabajadores de tierra, varias personas habían tocado el borde del ala en busca de hielo. Sin embargo, debido a la altura de la aeronave, solo las personas más altas podían hacerlo. Así mismo, solo podían tocar el lateral del ala próximo al borde de ataque, sin embargo no eran capaces de alcanzar la superficie superior del ala justo detrás del borde de ataque. Investigaciones avanzadas revelaron que el avión había llegado a Skopie con una gran cantidad de combustible «muy frío». Esto causaría que el agua-nieve que estaba cayendo en la superficie del ala se congelara. Esto fue más tarde confirmado durante la inspección de los restos donde se había detectado hielo bajo los tanques de combustible.
Sin embargo, pese a que todo el avión estaba cubierto por nieve, el ingeniero de vuelo y los trabajadores de tierra solo reportaron «humedad de nieve derretida». Los investigadores afirmaron que probablemente habían sufrido una ilusión. Ya en el informe final, los investigadores afirmaron:

La temperatura de la parte superior del ala de los tanques de combustible respondió rápidamente a la entrada de un combustible más caliente. En la comprobación la temperatura de superficie esta continuaba siendo inferior a la registrada en el combustible del camión de repostaje.

Más tarde se comprobó que los trabajadores de tierra solo habían comprobado la parte interna de las alas y no la pared exterior. Ya que la nieve de la parte interna se había derretido, esto pudo haber creado la impresión de que no quedaba nieve en las alas y que toda se había derretido, incluyendo aquella presente en la parte externa, motivo por el cual los investigadores hablan de ilusión.

### Falta de atención al engelamiento
Durante los vuelos previos del avión a Skopie, operados por la misma tripulación, la meteorología no fue en condiciones de ventisca. Solo se habían enfrentado a una leve nevada en la aproximación previa del avión a Skopie y los testimonios afirmaban que los copos de nieve se derretían al entrar en contacto con un objeto. Por ello la tripulación no prestó atención a las condiciones meteorológicas, reduciendo su riesgo al mínimo y centrándose en los instrumentos de la cabina de vuelo. Los investigadores afirmaron que la tripulación debió haber pensado que la meteorología no fue una amenaza para la seguridad del avión. El ingeniero de vuelo afirmó que la tripulación no podría haber pedido el deshielo, ya que la nieve había sido calificada como «inofensiva».
Durante la inspección del avión, el procedimiento estándar de la compañía sostenía que el piloto de la aeronave debía realizar la inspección exterior prevuelo. Esta no fue realizada por el piloto. En su lugar, esta tarea fue delegada en el inspector de vuelo. El ingeniero de vuelo fue considerado como una persona con una gran experiencia, y por ello la tripulación creyó sus palabras cuando dijo que el avión no requería deshielo. El análisis de los datos meteorológicos sin embargo sugerían que el avión debió ser deshelado.
Las grabaciones recuperadas de la caja negra de grabación de voz de cabina mostraban que la tripulación no hizo mención alguna a la meteorología y por ello nunca creyeron que la climatología pudiera ser capaz de hacerles perder el control de la aeronave.

### Conclusión
Los investigadores determinaron que el impacto con el terreno en un ángulo cerrado de giro a la derecha poco después de perder el contacto con el terreno fue causado por una falta de control en el alabeo debido a la contaminación de las alas con hielo. Esta situación fue producto de no realizar un rociado del avión con productos de deshielo en unas condiciones climatológicas de engelamiento, debido a la falta de precaución por parte de la tripulación de vuelo o del ingeniero de vuelo.